# Csehi, Vas
Csehi  este un sat în districtul Vasvár, județul Vas, Ungaria, având o populație de 276 de locuitori (2011). 

## Demografie
Componența etnică a satului Csehi
     Maghiari (97,24%)
     Germani (2,76%)
Componența confesională a satului Csehi
     Romano-catolici (73,19%)
     Reformați (2,9%)
     Necunoscută (23,91%)
Conform recensământului din 2011, satul Csehi avea 276 de locuitori. Din punct de vedere etnic, majoritatea locuitorilor (97,24%) erau maghiari, cu o minoritate de germani (2,76%).  Din punct de vedere confesional, majoritatea locuitorilor (73,19%) erau romano-catolici, cu o minoritate de reformați (2,9%). Pentru 23,91% din locuitori nu este cunoscută apartenența confesională.